# Marko Marić
Marko Marić (*Zagreb, Croacia, 25 de abril de 1983), exfutbolista croata. Jugaba de volante y su primer equipo fue NK Zagreb.

## Clubes
| Club                     | País           | Año       |
| ------------------------ | -------------- | --------- |
| NK Zagreb                | Croacia        | 2003-2005 |
| Egaleo FC                | Grecia         | 2005-2007 |
| Lille OSC                | Francia        | 2007-2009 |
| Chicago Fire             | Estados Unidos | 2009-2010 |
| Xanthi Athlitikos Omilos | Grecia         | 2010      |
| Chicago Fire             | Estados Unidos | 2011      |

- Datos: Q2549039